# Yves Quéré
Pour les articles homonymes, voir Quéré.
Yves Quéré est un physicien français, né le 29 avril 1931 à Commercy (Meuse). Membre de l'Académie des sciences, il a notamment été professeur à l’École polytechnique.

## Biographie
Appelé à enseigner en divers lieux, notamment en Europe, aux États-Unis, en Amérique latine et en Chine, il est professeur émérite à l'École polytechnique où il fut élu président du département de physique et président du sénat des professeurs, puis nommé directeur de l'enseignement.
Membre de l'Académie des sciences depuis le 18 février 1991, il en a été durant huit ans le délégué aux relations internationales. Yves Quéré a été élu, en 2000, coprésident de l'InterAcademy Panel (en) (IAP), qui est l'assemblée des Académies des sciences (une centaine) de par le monde. Avec Georges Charpak et Pierre Léna, il s'est investi, depuis 1996 dans cette entreprise de rénovation de l'enseignement des sciences à l'école qu'est « La Main à la pâte » .  Il s’y est particulièrement investi dans la diffusion internationale (Europe, Amérique latine, Chine, Afrique francophone…)
Il est nommé membre de l’Académie pontificale des sciences le 20 décembre 2003. Il est promu au grade de commandeur de la Légion d'honneur le 13 juillet 2007.
Il est l’auteur d’une centaine de publications et de plusieurs livres dont notamment :
- Défauts ponctuels dans les métaux (Masson, 1967)
- Physique des matériaux (Ellipses) et Physics of Materials (John Wiley)
- La science institutrice (Odile Jacob, 2002)
- La Sagesse du Physicien (Éditions du 81, 2005)
- Les enfants et la science, avec Georges Charpak et Pierre Léna (Odile Jacob, 2005)
- Enseigner, communiquer (Le Pommier, 2008)
- Doubles croches (Le Pommier, 2010)
- Langue et science, avec Alain Bentolila (Plon, 2014)
- Un coquillage au creux de l’oreille (Odile Jacob, 2018)

### Vie privée
Il épouse en 1961 France Jaulmes, écrivain et théologienne, dont il a trois enfants, David, physicien, né en 1963, Anne, et Emmanuelle.
Avec Jean-Michel Molkhou, Philip Boenhoffer et Frédéric Fortineau, il obtient un premier prix à l'unanimité au Concours européen de musique de chambre (CEM).

## Travaux scientifiques
Ingénieur des mines (Paris), docteur ès sciences, il s'est consacré, au Commissariat à l'énergie atomique puis à l'École polytechnique, à la physique des matériaux et notamment à l'étude de l'interaction des particules avec les solides et à celle des effets des irradiations, situant ses travaux à la frontière entre recherche académique et applications.
Ces travaux on porté sur :
°- Les effets des irradiations sur les solides. Ayant découvert le phénomène de croissance à très basse température de l’uranium irradié par des neutrons et expliqué théoriquement (avec Jean Blin) le ‘gonflement exagéré’ par les gaz de fission dans les combustibles nucléaires, il a mis au point (avec Florence Rullier) le déplacement sélectif des atomes dans un alliage binaire, notamment supraconducteur et étudié (avec Jean Leteurtre, Jean-Louis Pouchou, Libero Zuppiroli et Jacques Dural) le ‘fluage induit’ (par irradiation) de divers matériaux métalliques et ioniques.
°- L’étude des défauts ponctuels dans les métaux et notamment celle des lacunes dans l’argent. Il en a découvert et étudié la forte interaction avec les atomes d’oxygène inclus.
°- La canalisation des protons et des particules alpha dans les cristaux. Ayant mis au point (avec Jean Mory et Georges Désarmot) la méthode ‘canaligraphique’, il a démontré le pouvoir décanalisant de la plupart des défauts cristallins, et notamment des dislocations, dont il a établi la théorie et mesuré l’effet.
°- La mise au point (avec René Boucher et al) de batteries longue durée pour stimulateurs cardiaques et de divers dispositifs anti-tumeurs à base d’éléments transuraniens.